# The Falcon and the Winter Soldier
The Falcon and the Winter Soldier è una miniserie televisiva statunitense del 2021 creata da Malcolm Spellman per il servizio di streaming Disney+.
Tratta dai personaggi di Sam Wilson / Falcon e Bucky Barnes / Soldato d'Inverno di Marvel Comics, è la seconda serie televisiva ambientata nel Marvel Cinematic Universe (MCU). Prodotta dai Marvel Studios, condividendo la continuità con i film del franchise, ed è ambientata sei mesi dopo che Sam Wilson ha ricevuto il ruolo di Captain America nel film Avengers: Endgame (2019). Wilson si allea con Bucky Barnes per fermare gli anti-patrioti che credono che il mondo fosse migliore durante il Blip. Spellman è stato l'head writer della serie, diretta da Kari Skogland.
Anthony Mackie e Sebastian Stan riprendono i rispettivi ruoli di Wilson e Barnes dalla serie di film, affiancati da Wyatt Russell, Erin Kellyman, Danny Ramirez, Georges St-Pierre, Adepero Oduye, Don Cheadle, Daniel Brühl, Emily VanCamp, Florence Kasumba e Julia Louis-Dreyfus. Nel settembre 2018, i Marvel Studios erano al lavoro su diverse serie televisive per Disney+, incentrate sui personaggi secondari dei film del MCU. Nell'ottobre seguente Spellman venne scelto come showrunner e la serie venne confermata nell'aprile 2019; Skogland si unì al progetto il mese successivo. Le riprese della serie iniziarono a ottobre 2019 ad Atlanta, Georgia, e si spostarono in Repubblica Ceca nel marzo 2020. In primavera la produzione venne interrotta a causa della pandemia di COVID-19 e le riprese ricominciarono ad Atlanta nel settembre 2020.
The Falcon and the Winter Soldier ha debuttato il 19 marzo 2021 e si è conclusa il 23 aprile seguente. È la seconda serie televisiva della Fase Quattro del MCU. 
I film del 2025 Captain America: Brave New World e Thunderbolts* continuano rispettivamente le storie di Wilson, Bucky e John Walker della miniserie.

## Trama
Sei mesi dopo gli eventi di Avengers: Endgame, Sam Wilson e Bucky Barnes collaborano in un'avventura globale che metterà alla prova le loro abilità e la loro pazienza.

## Puntate
| nº | Titolo originale            | Titolo italiano           | Pubblicazione  |
| -- | --------------------------- | ------------------------- | -------------- |
| 1  | New World Order             | Il nuovo ordine mondiale  | 19 marzo 2021  |
| 2  | The Star-Spangled Man       | L'uomo a stelle e strisce | 26 marzo 2021  |
| 3  | Power Broker                | Power Broker              | 2 aprile 2021  |
| 4  | The Whole World is Watching | Il mondo intero ci guarda | 9 aprile 2021  |
| 5  | Truth                       | Verità                    | 16 aprile 2021 |
| 6  | One World, One People       | Un mondo, un popolo       | 23 aprile 2021 |

### Il nuovo ordine mondiale
- Titolo originale: New World Order
- Diretta da: Kari Skogland
- Scritta da: Malcolm Spellman

Trama
Sei mesi dopo il Blip, Sam Wilson collabora con la US Air Force. Durante una missione in Tunisia Sam salva un soldato preso in ostaggio da Georges Batroc. In seguito si incontra con il suo amico Joaquin Torres, che sta indagando su un gruppo di terroristi chiamati Flag-Smashers, i quali credono che il mondo fosse un posto migliore durante il Blip. Tornato a Washington, D.C., Sam, a cui Steve Rogers ha affidato il ruolo di Captain America, fa fatica ad accettare tale compito e dona lo scudo di Rogers allo Smithsonian Institution. A New York, Bucky Barnes, dopo aver ricevuto la grazia dal governo, cerca di fare ammenda per il suo passato come Soldato d'Inverno, aiutato dalla sua psicologa, la dottoressa Raynor. Bucky si incontra con il signor Nakajima, ma non ha il coraggio di dirgli che il Soldato d'Inverno è responsabile per la morte di suo figlio. Nakajima lo incoraggia a uscire con Leah, la cameriera di un sushi bar, ma Bucky se ne va quando Leah nomina Nakajima. In Svizzera, Torres affronta i Flag-Smashers, ma viene ferito da un uomo dalla forza sovrumana e contatta Wilson per chiedergli aiuto. Quest'ultimo, nel frattempo, cerca di aiutare sua sorella Sarah a trovare i soldi necessari per salvaguardare l'attività di pesca della famiglia in Louisiana. Il governo presenta al pubblico un nuovo Captain America, John Walker, che impugna lo scudo di Rogers.

### L'uomo a stelle e strisce
- Titolo originale: The Star-Spangled Man
- Diretta da: Kari Skogland
- Scritta da: Michael Kastelein

Trama
Bucky e Sam vanno in missione in Germania per indagare sui Flag-Smashers e scoprono che il gruppo sta rubando scorte di medicinali. I due vengono attaccati dai Flag-Smashers e dalla loro leader, Karli Morgenthau, tutti dotati di forza sovrumana. John Walker e il suo commilitone Lemar Hoskins giungono in loro soccorso, ma i Flag-Smashers riescono a fuggire. Walker propone a Sam e Bucky di collaborare, ma i due rifiutano. Bucky porta Sam a Baltimora a conoscere Isaiah Bradley, un super soldato attivo durante la guerra di Corea; Barnes chiede a Bradley informazioni sul siero del super soldato, ma Bradley rifiuta di aiutarli a causa del suo odio verso Bucky e il governo. Bucky viene arrestato per aver saltato un appuntamento con la dottoressa Raynor, ma viene rilasciato grazie all'intervento di Walker. Raynor chiede a Bucky e Sam di confrontarsi l'uno con l'altro e Bucky accusa Sam di aver tradito la fiducia di Rogers dando via lo scudo. In Slovacchia, i Flag-Smashers fuggono con i medicinali rubati, inseguiti dagli uomini di Power Broker. Walker propone nuovamente a Bucky e Sam di lavorare insieme, ma i due rifiutano e decidono di andare a trovare Helmut Zemo, in prigione a Berlino, per sapere di più sul siero del super soldato.

### Power Broker
- Diretta da: Kari Skogland
- Scritta da: Derek Kolstad

Trama
All'insaputa di Sam, Bucky aiuta Zemo a evadere di prigione. I tre partono per l'isola di Madripoor, una città-stato covo di criminali nell'arcipelago indonesiano, per scoprire di più sul creatore del nuovo siero del super soldato. Si incontrano con Selby, una influente criminale, e scoprono che il siero è stato creato dal dottor Wilfred Nagel su richiesta di Power Broker. L'identità di Wilson viene compromessa e Selby ordina ai suoi uomini di ucciderli, ma Sharon Carter giunge in loro soccorso e li aiuta a fuggire. Carter, ricercata dagli Stati Uniti e rifugiatasi a Madripoor, conduce il trio al laboratorio di Nagel. Quest'ultimo rivela che i Flag-Smashers hanno rubato tutte e venti le dosi del siero da lui create. Zemo uccide Nagel e il gruppo affronta alcuni cacciatori di taglie. Sam promette a Sharon di aiutarla a ricevere la grazia dal governo. Walker e Hoskins indagano sull'evasione di Zemo e si mettono sulle tracce di Barnes e Wilson. In Lituania, Karli Morgenthau e i Flag-Smashers saccheggiano un magazzino del Comitato di Rimpatrio Globale (GRC). Barnes, Wilson e Zemo si recano in Lettonia per indagare su Morgenthau. Bucky si incontra con Ayo, membro delle Dora Milaje del Wakanda, che vuole catturare Zemo.

### Il mondo intero ci guarda
- Titolo originale: The Whole World is Watching
- Diretta da: Kari Skogland
- Scritta da: Derek Kolstad

Trama
Sei anni prima, in Wakanda, Ayo aiuta Bucky a rimuovere definitivamente la programmazione del Soldato d'Inverno. Nel presente, a Riga, Ayo concede otto ore a Bucky per consegnarle Zemo. Sam, Bucky e Zemo si recano in un centro di accoglienza per rifugiati e scoprono dove si terrà il funerale di Donya Madami, la donna che ha cresciuto Karli. Walker e Hoskins arrivano a Riga determinati a fermare Morgenthau e riportare Zemo in prigione. Sam parla con Karli da solo e le rivela di condividere i suoi ideali, ma non il modo in cui lotta per essi. I due vengono interrotti da Walker e Hoskins. Karli fugge ma viene ferita da Zemo, che distrugge le fiale del super soldato rimaste. All'insaputa degli altri Walker recupera l'ultima fiala rimasta. Le Dora Milaje fanno irruzione a casa di Zemo per portarlo in Wakanda e sconfiggono con facilità Walker e Hoskins. Zemo approfitta della confusione e fugge. Karli si mette in contatto con Sam attraverso Sarah e chiede un nuovo incontro. Walker, frustrato per la sua debolezza, parla con Hoskins dell'utilità del siero del super soldato. Sam si reca all'incontro insieme a Bucky e parla con Karli, ma Walker e Hoskins fanno nuovamente irruzione e attaccano i Flag-Smashers. Sam e Bucky si rendono conto che Walker ha assunto il siero del super soldato. Durante lo scontro Morgenthau colpisce Hoskins e lo uccide. Furioso per la morte dell'amico, Walker uccide uno dei Flag-Smashers colpendolo ripetutamente con lo scudo, mentre i passanti riprendono esterrefatti la scena.

### Verità
- Titolo originale: Truth
- Diretta da: Kari Skogland
- Scritta da: Dalan Musson

Trama
Walker fugge dalla scena del crimine ma viene raggiunto da Bucky e Sam, che lo invitano a restituire lo scudo. I tre ingaggiano una lotta in cui Sam rompe il braccio a Walker e perde le sue ali meccaniche. Tornato a Washington, Walker viene radiato con disonore dall'esercito e privato del titolo di Captain America. Walker riceve la visita della Contessa Valentina Allegra de Fontaine. Sam incarica Torres di trovare Karli e va a Baltimora a trovare Isaiah Bradley. Bradley parla del suo passato e di come il governo abbia fatto esperimenti su di lui. Bradley è convinto che il governo non permetterà mai a un uomo nero di essere Captain America e sconsiglia a Sam di assumere quel ruolo. Nel frattempo, Bucky trova Zemo in Sokovia e lo consegna alle Dora Milaje. Sam torna a casa in Louisiana e aiuta Sarah a restaurare la barca di famiglia. Bucky lo raggiunge; i due decidono di mettere da parte le loro divergenze e di collaborare. Sam si convince che Bradley abbia torto e che possa esistere un Captain America nero. A New York, Karli e i Flag-Smashers pianificano un attacco alla sede del GRC con l'aiuto di Georges Batroc, reclutato da Sharon Carter, per fermare la votazione del Patch Act, una legge che costringerà milioni di profughi a tornare nei loro paesi d'origine. Torres rintraccia Karli a New York e avverte Sam, che si allena a usare lo scudo.
In una scena durante i titoli di coda, Walker costruisce un nuovo scudo.

### Un mondo, un popolo
- Titolo originale: One World, One People
- Diretta da: Kari Skogland
- Scritta da: Malcolm Spellman e Josef Sawyer

Trama
Sam vola a New York indossando un nuovo costume da Captain America e affronta i Flag-Smashers con l'aiuto di Bucky e Sharon Carter. Sam combatte contro Georges Batroc e i Flag-Smashers fuggono prendendo come ostaggi i membri del GRC. Bucky, Sam e John Walker, che si redime e mette da parte la vendetta, lottano contro i Flag-Smashers e salvano gli ostaggi. Karli fugge ma viene fermata da Sharon, che rivela di essere Power Broker e la accusa di averla tradita. Batroc minaccia di rivelare l'identità di Sharon, che gli spara. Sam cerca di parlare con Karli, ma Sharon la uccide. Bucky e Walker aiutano la polizia ad arrestare i Flag-Smashers. Sam si presenta in pubblico come nuovo Captain America e convince i funzionari del GRC a rimandare la votazione del Patch Act e ad aiutare le persone per le quali Karli ha combattuto. Il maggiordomo di Zemo uccide i Flag-Smashers arrestati. La contessa de Fontaine consegna a Walker un nuovo costume e gli assegna il ruolo di U.S. Agent. Bucky confessa a Nakajima di avere ucciso suo figlio. Sam va a trovare Isaiah Bradley e lo accompagna allo Smithsonian, dove è stata eretta una statua in suo onore.
In una scena dopo i titoli di coda, Sharon riceve la grazia dal governo e viene reintegrata nella CIA, ottenendo l'accesso a armi sperimentali e segreti governativi.

## Personaggi e interpreti
- Bucky Barnes / Soldato d'Inverno, interpretato da Sebastian Stan:
Un super soldato creduto morto durante la seconda guerra mondiale, trasformato in uno spietato assassino dopo un lavaggio del cervello; è il migliore amico di Steve Rogers.[3] Stan descrisse Barnes come un personaggio "in cerca della sua strada" che sta facendo i conti con il suo passato.[4][5] Spellman aggiunse che la serie avrebbe mostrato come Barnes cerchi di adattarsi al mondo moderno senza Rogers.[6][7] Stan aggiunse anche che sia Wilson che Barnes vivono all'ombra dell'ideale di Captain America, e che i dubbi di Wilson entrano in conflitto con Barnes, che è ancora molto protettivo nei confronti dell'eredità di Rogers.[8]
- Sam Wilson / Falcon / Captain America, interpretato da Anthony Mackie:
Un Avenger ed ex membro degli USAF Pararescuemen specializzato in combattimenti aerei grazie a una speciale tuta alata.[3] Alla fine di Avengers: Endgame (2019), Rogers dona a Wilson lo scudo di Captain America, e la serie esplora cosa significhi per un uomo afroamericano assumere il ruolo di Captain America.[9] Riguardo al rapporto del personaggio con lo scudo, Mackie affermò che Sam vede l'oggetto come un peso, domandandosi "come può un uomo di colore rappresentare un paese che non lo rappresenta?".[4]
- John Walker / Captain America / U.S. Agent, interpretato da Wyatt Russell:
Un ufficiale della US Navy che soffre di PTSD e che viene scelto dal governo per essere il nuovo Captain America.[10] Per Russell il personaggio è molto diverso da Rogers e ritiene di poter incarnare i valori statunitensi meglio di lui.[11][5] Il produttore esecutivo Nate Moore trovò in Russell "un'energia che né Sam Wilson né Bucky Barnes hanno" e gli sembrò importante per differenziare Walker dai due personaggi.[4] Per Spellman, Walker rappresenta l'idea dell'eccezionalismo americano e la necessità di metterlo in discussione.[12] Russell affermò di essere stato attratto dalla dicotomia del personaggio, spiegando che Walker si chiede quanto sia giusto spingersi in "aree grigie" per portare a termine il proprio lavoro o se sia suo dovere seguire l'eredità di Rogers, che ha una morale e un'etica ben precise.[13]
- Karli Morgenthau, interpretata da Erin Kellyman:
La leader del gruppo anti-patriottico dei Flag-Smashers, che ritengono che il mondo fosse migliore prima del Blip,[N 4] e lottano per abbattere i confini tra le nazioni.[14] Kellyman descrisse Morgenthau come il "collante della serie",[15] e come una ragazza "spinta da buoni propositi" che lotta per l'uguaglianza.[16] Nei fumetti, Flag-Smasher (Spezzabandiera) è un nome usato da diversi personaggi maschili, tra cui Karl Morgenthau. Kellyman ritenne importante il cambio di genere, in modo da dare "alle giovani donne e alle ragazze un personaggio da ammirare e con cui identificarsi".[15]
- Joaquin Torres, interpretato da Danny Ramirez: un membro della US Air Force alleato di Wilson.[17]
- Georges Batroc, interpretato da Georges St-Pierre:
Un mercenario, maestro dell'arte del savate, a capo del gruppo criminale LAF.[18]
- Sarah Wilson, interpretata da Adepero Oduye:
La sorella di Sam Wilson. Il personaggio è stato inserito per ricordare a Sam della sua vita in Louisiana e per mettere in discussione i dubbi del fratello riguardo all'idea di diventare il nuovo Captain America.[19][20]
- James "Rhodey" Rhodes, interpretato da Don Cheadle:
Membro degli Avengers e ufficiale della US Air Force. Rhodes rappresenta un mentore per Sam e lo aiuta a considerare i pro e i contro del suo possibile ruolo come Captain America.[21][22]
- Barone Helmut Zemo, interpretato da Daniel Brühl:
Un ex-colonnello e terrorista sokoviano responsabile della rottura tra gli Avengers in Captain America: Civil War (2016).[23] La regista Kari Sgokland definì Zemo "un uomo che lotta con il suo desiderio di vendetta", spiegando che la serie avrebbe mostrato come abbia perso tutto e stia pagando per i suoi crimini.[4] Nella serie Zemo indossa la tradizionale maschera viola usata nei fumetti.[23]
- Sharon Carter / Power Broker, interpretata da Emily VanCamp:
Ex-agente dello S.H.I.E.L.D. e della CIA e nipote di Peggy Carter diventata una criminale nota come Power Broker in seguito agli eventi di Civil War.[10][24] VanCamp spiegò che all'inizio della serie Carter si trova in una "brutta situazione", descrivendola come più fredda e rude rispetto alle sue apparizioni nei film.[4] Nonostante non venga spiegato cosa ha fatto il personaggio dopo Civil War, ultimo film in cui è apparsa, VanCamp affermò che la serie avrebbe lasciato intuire che "non è sempre stato facile [per Carter], e che i sacrifici che ha fatto non sempre ne sono valsi la pena,[25] definendo in seguito la sua evoluzione in Power Broker come "la triste conseguenza di una serie di eventi in cui è stata abbandonata e lasciata da sola".[26]
- Ayo, interpretata da Florence Kasumba: un membro delle Dora Milaje, la guardia reale del Wakanda. Kasumba riprende il ruolo dai precedenti film del MCU.[27]
- Valentina Allegra de Fontaine, interpretata da Julia Louis-Dreyfus:
Una contessa interessata a Walker.[28][29] Moore descrisse de Fontaine come una versione "più acerba, divertente e cupa di Nick Fury" e come una donna con dei segreti che non ha paura di operare in una zona grigia dal punto di vista morale.[30]

Tra gli interpreti ricorrenti figurano Desmon Chiam nel ruolo di Dovich, Dani Deetté nel ruolo di Gigi, Indya Bussey come DeeDee, Tyler Dean Flores nel ruolo di Diego, Renes Rivera nel ruolo di Lennox, e Noah Mills come Nico, tutti membri dei Flag-Smashers. Clé Bennett interpreta Lemar Hoskins / Battlestar, sergente maggiore dell'esercito e commilitone di Walker.
Amy Aquino interpreta la dottoressa Raynor, terapista di Barnes; Carl Lumbly appare nel ruolo di Isaiah Bradley, un super soldato afroamericano che combatté nella guerra di Corea, Elijah Richardson interpreta Eli Bradley, nipote di Isaiah; Gabriella Byndoss nel ruolo di Olivia Walker, la moglie di John Walker; Chase River McGee e Aaron Haynes interpretano AJ e Cass, i nipoti di Sam Wilson; Veronica Falcón interpreta Donya Madani, madre adottiva di Karli Morgenthau; Janeshia Adams-Ginyard e Zola Williams interpretano i ruoli delle Dora Milaje Nomble e Yama.

## Produzione

### Sviluppo
Nel settembre 2018, i Marvel Studios erano al lavoro su diverse serie limitate per il servizio di streaming Disney+, di proprietà della Walt Disney Company, incentrate sui personaggi secondari dei film del Marvel Cinematic Universe (MCU). Variety riportò che gli attori che interpretavano i personaggi nei film avrebbero ripreso i loro ruoli nelle serie limitate e che ogni serie avrebbe avuto dai sei agli otto episodi, con un "budget elevato" al pari delle produzioni cinematografiche. Inoltre, le serie sarebbero state prodotte direttamente dai Marvel Studios piuttosto che dalla Marvel Television, che aveva prodotto le precedenti serie televisive del MCU. Venne riportato che il presidente dei Marvel Studios Kevin Feige avrebbe avuto un "ruolo attivo" nello sviluppo di ogni serie.
Malcolm Spellman fu uno degli sceneggiatori a cui fu chiesto di presentare le loro idee per una serie incentrata su Sam Wilson / Falcon e Bucky Barnes / Soldato d'Inverno. Ogni sceneggiatore lavorò sulla propria idea insieme a uno dei produttori dei Marvel Studios; Spellman lavorò insieme a Nate Moore e il suo pitch si concentrò sui temi della razza e dell'identità. Come ispirazione Spellman citò i film 48 ore (1982), La parete di fango (1958), Arma letale  (1987) e Rush Hour - Due mine vaganti (1998). Spellman venne scelto nell'ottobre 2018. Feige credeva che i film non avessero approfondito i personaggi di Wilson e Barnes, in particolare il rapporto che si era formato tra i due e che era stato apprezzato dal pubblico nei film Captain America: The Winter Soldier (2014) e Captain America: Civil War (2016). Stan paragonò l'idea a buddy film come Prima di mezzanotte (1988) e il già citato 48 ore.
La serie venne annunciata ufficialmente nell'aprile 2019. Il mese seguente Kari Skogland venne scelta come regista. Alla fine dell'ultima puntata la serie viene presentata con il titolo Captain America and the Winter Soldier. Il budget è stimato essere fino a 25 milioni di dollari a puntata. I produttori esecutivi della serie sono Feige, Louis D'Esposito, Victoria Alonso, Moore, Skogland e Spellman. Il budget è stimato essere fino a 25 milioni di dollari a puntata.

### Sceneggiatura
«Se si vuole rappresentarli onestamente, non si può evitare il trauma che Bucky ha subito, e non possiamo non affrontare il fatto che Sam è nero.»

— Lo showrunner Malcolm Spellman riguardo alle tematiche affrontate dalla serie.
La serie è ambientata dopo il film Avengers: Endgame, in cui Steve Rogers lascia in eredità il suo scudo a Sam Wilson. Feige descrisse questo gesto fosse il classico passaggio della torcia da un eroe a un altro, ma non appena i Marvel Studios ebbero l'opportunità di sviluppare delle serie televisive per Disney+ decisero di espandere l'idea iniziale in una storia incentrata su Wilson, un uomo afroamericano, che assume il ruolo di Captain America. Spellman spiegò di essere partito dal dialogo tra Rogers e Wilson in Avengers: Endgame, in cui Rogers chiede a Wilson come si senta a impugnare lo scudo; nel dialogo Wilson risponde "come se appartenesse a qualcuno altro", e questa frase ispirò Spellman a trovare il conflitto centrale del personaggio di Sam Wilson e della serie.
Feige affermò che la serie sarebbe stata più uno specchio del mondo reale rispetto ad altri prodotti del MCU, e il compositore Henry Jackman aggiunse che la serie affronta "tematiche importanti e poco confortevoli", ad esempio che tipo di persona dovrebbe impugnare lo scudo e come si sentirebbe un uomo nero a essere Captain America. Secondo Spellman la serie rappresenta un proseguimento dei temi sull'identità razziale introdotti in Black Panther (2018), e affermò d essere fiducioso che la serie avrebbe avuto un impatto positivo sui giovani neri allo stesso modo del film. Skogland aggiunse che la serie avrebbe affrontato "tematiche scomode" come il patriottismo e l'estremismo, ponendosi la domanda: "Chi è un americano? E chi decide su quali principi il paese debba reggersi? Cosa spinge le persona a compiere azioni estreme in nome di quello che loro credono essere patriottismo?". La regista affermò inoltre che il personaggio di Captain America ha sempre affrontato temi politici, dal momento che già nei fumetti combatteva contro Adolf Hitler. Stan paragonò gli eventi della serie all'assalto al Campidoglio del 2021, avvenuti dopo la fine delle riprese della serie, spiegando che tali paragoni sono possibili poiché la serie affronta tematiche attuali e racconta la storia di "un paese a un pericoloso bivio".
Parlando dell'evoluzione di Wilson, inizialmente riluttante a impugnare lo scudo di Rogers, Skogland spiegò che uno degli obiettivi della serie era fare in modo che il personaggio affrontasse sia pubblicamente che nel privato cosa significhi per un uomo nero prendere in mano un "simbolo iconico storicamente bianco", cosa che lo porta a riflettere sul fatto che ciò che definisce un eroe nella società moderna non è lo stesso ideale dell'America degli anni quaranta di Rogers. Per Skogland era inoltre importante che lo spettatore compisse la stessa evoluzione di Wilson "poiché lo scudo rappresenta cose diverse per ciascuna persona", ritenendo necessario esplorare ciascuno di questi aspetti. Nell'aprile 2021, dopo la distribuzione dell'ultimo episodio, Skogland definì la serie come "la storia del primo Captain America di colore". Riguardo all'evoluzione di Barnes, Stan affermò che il personaggio è molto protettivo riguardo al lascito di Captain America e che vuole che Wilson assuma il ruolo, dal momento che è lui a essere stato scelto da Rogers. I dubbi di Wilson rappresentano quindi una fonte di conflitto per Barnes.
Il Blip, l'evento mostrato in Avengers: Endgame che riporta in vita la metà degli esseri viventi uccisi in Avengers: Infinity War, rappresenta la fonte primaria di conflitto della serie. Spellman spiegò che ogni personaggio affronta le conseguenze del Blip in modo differente, e di aver cercato di rappresentarle in modo che gli spettatori possano identificarsi con i personaggi. Similmente, Spellman e la writer's room hanno cercato di dare motivazioni valide anche ai villain della serie, Helmut Zemo e i Flag-Smashers, e tali motivazioni vengono in parte condivise dagli stessi protagonisti e dalla popolazione. Skogland spiegò che la storia della serie è incentrata su "cosa significa essere un eroe" e "cosa significa essere un villain", aggiungendo che entrambe le fazioni hanno sfumature che non permettono una divisione netta tra "buoni e cattivi". Secondo Skogland la scelta di ambientare la serie sei mesi dopo il Blip è cruciale, poiché i personaggi hanno ormai superato lo shock iniziale ma non si sono tuttavia ancora adattati del tutto alla nuova normalità. I produttori esecutivi Zoie Nagelhout e Moore affermarono che la serie è incentrata sulla ricerca delle proprie identità da parte di Barnes e Wilson. Spellman aggiunse che il tema dell'identità è centrale e che la storia avrebbe mostrato come Barnes, Wilson, Sharon Carter e Zemo "cercano di ripensare sé stessi e confrontarsi con il mondo esterno".
Nel luglio 2019 Derek Kolstad si unì al team di scrittura, e spiegò che avrebbe cercato di portare nella costruzione del mondo e dei personaggi lo stile da lui usato nel franchise di John Wick. Jackman descrisse la serie come un dramma psicologico, mentre Mackie e Stan la descrissero "in parte piena d'azione in stile supereroistico, in parte una strana buddy comedy". Stan spiegò che la durata maggiore rispetto ai film superiore avrebbe permesso alla serie di esplorare le vite dei personaggi e mostrare come vivono le loro giornate. Riguardo al rapporto tra Barnes e Wilson, Spellman li descrisse come "l'acqua e il fuoco", aggiungendo che "Sam reagisce spontaneamente, Bucky è più freddo e calcolatore". Spellman sviluppò la chimica tra i due personaggi a partire da una scena di Captain America: Civil War in cui i due personaggi battibeccano in macchina. Gli sceneggiatori presero inoltre spunto dalla reale amicizia tra Stan e Mackie. Spellman spiegò che Barnes e Wilson non sono veri e propri amici nei film, ma hanno entrambi un legame stretto con Steve Rogers. Senza Rogers, il loro rapporto viene allo scoperto e si sviluppa. Stan aggiunse che senza Rogers, Barnes e Wilson hanno preso strade diverse e affrontano in modo diverso i loro problemi, ma entrambi si fanno le stesse domande.
Spellman non prese ispirazione da un fumetto specifico per sviluppare la serie, preferendo attingere dalla sua conoscenza dei fumetti Marvel e da quella di Moore e Nagelhout. Skogland spiegò che gli sceneggiatori avevano prima creato i personaggi inediti e poi avevano cercati personaggi dei fumetti che incarnasse gli ideali di quel dato personaggio, modificando talvolta alcuni elementi dei fumetti.

### Casting
Con l'annuncio ufficiale della serie venne confermato che Mackie e Stan avrebbero ripreso i loro ruoli di Wilson e Barnes. Il mese successivo, Daniel Brühl ed Emily VanCamp entrarono in trattative per riprendere i ruoli di Helmut Zemo e Sharon Carter dai precedenti film. Brühl venne confermato per la serie nel luglio 2019, e VanCamp un mese dopo, insieme all'annuncio che Wyatt Russell avrebbe interpretato John Walker. Foto dal set del novembre 2019 rivelarono che Adepero Oduye sarebbe apparsa nella serie, Nel settembre 2020 ulteriori foto dal set rivelarono la presenza nel cast di Georges St-Pierre, che riprende il ruolo di Georges Batroc da Captain America: The Winter Soldier, e di Erin Kellyman, che interpreta Karli Morgenthau. Nel febbraio 2021 Don Cheadle confermò che avrebbe ripreso il ruolo di James "Rhodey" Rhodes / War Machine dai precedenti film del MCU. Anche Florence Kasumba riprende il ruolo di Ayo dai precedenti film. Julia Louis-Dreyfus interpreta la contessa Valentina Allegra de Fontaine; Vanity Fair riportò che il personaggio avrebbe dovuto fare il suo debutto nel film Black Widow (2021), che inizialmente avrebbe dovuto essere distribuito prima della serie.
Danny Ramirez, Desmond Chiam e Miki Ishikawa si unirono al cast nel dicembre 2019; Noah Mills entrò nel cast nel gennaio 2020, seguito il mese successivo da Clé Bennett e Carl Lumby. Nell'ottobre 2020 Veronica Falcón annunciò di avere un ruolo nella serie. Il trailer della serie rivelò la presenza nel cast di Amy Aquino nel ruolo della dottoressa Raynor. Janeshia Adams-Ginyard e Zola Williams riprendono i ruoli delle Dora Milaje Nomble e Yama dai precedenti film.

### Riprese
Le riprese iniziarono a fine ottobre 2019 ai Pinewood Atlanta Studios di Atlanta, in Georgia, con la regia di Skogland e il titolo di lavorazione Tag Team. P.J. Dillon è il direttore della fotografia. Mackie e Stan annunciarono l'inizio ufficiale delle riprese il 4 novembre. Alcune riprese avrebbero dovuto svolgersi ad Arecibo, in Porto Rico, nel gennaio 2020, ma la produzione venne sospesa a causa di una serie terremoti che aveva colpito l'isola. Nel marzo 2020 venne rivelato che la produzione si sarebbe spostata a Praga, in Repubblica Ceca, per tre settimane. Tuttavia, il 10 marzo 2020 la produzione venne sospesa a causa del dilagarsi della pandemia di COVID-19. La produzione riprese nell'agosto 2020 ad Atlanta.Ad inizio ottobre la produzione tornò nuovamente in Repubblica Ceca, e le riprese terminarono ufficialmente alla fine del mese.

### Post-produzione
La post-produzione della serie iniziò quando le riprese erano bloccate a causa della pandemia di COVID-19. Skogland spiegò che lo stop alle riprese aiutò la produzione, poiché permise loro di organizzare al meglio il tempo a loro disposizione e pianificare nel dettaglio il proseguimento delle riprese. Jeffrey Ford, Kelley Dixon, Todd Desrosiers e Rosanne Tan sono i montatori della serie. Gli effettivi visivi sono curati da Cantina Creative, Crafty Apes, Digital Frontier, Industrial Light & Magic, QPPE, Rodeo FX, Sony Pictures Imageworks, Stereo D, Technicolor VFX, Tippett Studio, Trixter e Weta Digital.

## Colonna sonora
La colonna sonora della serie è composta da Henry Jackman, che aveva già curato le musiche di Captain America: The Winter Soldier e Captain America: Civil War. Jackman iniziò a lavorare alla serie nel dicembre 2020. Inizialmente Jackman creò una libreria di temi, orchestrazioni e armonie delle musiche composte per i film di Captain America, in modo da riordinare le idee e organizzare il lavoro per approcciarsi alla serie. Jackman spiegò che il formato seriale gli permise di avere più libertà nella composizione della colonna sonora, potendo creare musiche diverse per le scene d'azione e altre per i momenti più incentrati sui personaggi. Per questi momenti Jackman compose brani più "leggeri e diluiti". Le numerose location della serie permisero inoltre a Jackman di sperimentare con sonorità differenti, come il genere blues usato nelle scene in Louisiana o la musica elettronica nelle scene a Madripoor.
Nella serie sono presenti temi musicali già usati da Jackman nei film: il brano dei titoli di coda, Louisiana Hero, è una rielaborazione del tema musicale di Falcon in The Winter Soldier, ampliato da Jackman per renderlo un "vero e proprio tema da supereroe"; nel brano sono presenti anche elementi blues che richiamano alle origini di Sam Wilson, che proviene dalla Louisiana. Viene anche usato il tema del Soldato d'Inverno, composto da "un urlo" e "suoni metallici" e deScritta da Jackman come rappresentante "l'ultimo frammento di umanità intrappolato all'interno di un meccanismo". Per The Winter Soldier Jackman aveva composto un tema musicale per Barnes in vesti da civile che si legava al suo passato negli anni quaranta, ma decise di non riprendere tale tema nella serie, ritenendolo non adatto alla versione moderna del personaggio. Prese invece un elemento del tema del Soldato d'Inverno suonato dagli archi in scala ottotonica e lo riportò in scala diatonica per creare una nuova melodica suonata da archi, pianoforte e chitarra. Per il personaggio di John Walker Jackman compose una versione "stonata" del tema di Captain America. Nella serie è presente anche un riarrangiamento del brano Star Spangled Man, composto da Alan Menken per Captain America - Il primo Vendicatore (2011).
La colonna sonora della serie è stata pubblicata digitalmente da Marvel Music e Hollywood Records in due volumi: il primo, contenente le musiche dei primi tre episodi, è stato pubblicato il 9 aprile 2021; il secondo, con le musiche degli ultimi tre episodi, il 30 aprile. Il brano Louisiana Hero è stato pubblicato come singolo il 26 marzo.

## Promozione
Un teaser trailer della serie venne proiettato al San Diego Comic-Con 2019, mostrando Daniel Brühl nei panni di Helmut Zemo. Nel dicembre 2020 venne distribuito il primo trailer ufficiale in occasione del Disney Investor Day. Nel febbraio 2021 venne trasmesso uno spot televisivo durante il Super Bowl LV, e poco dopo venne distribuito un nuovo trailer. Il trailer finale venne distribuito il 15 marzo 2021.
Il 5 marzo 2021 sulla piattaforma Disney+ sono stati pubblicato due episodi di Marvel Studios: Legends contenenti delle clip che riassumono le storie di Falcon e del Soldato d'Inverno nei precedenti film; il 12 marzo altri due riguardanti il Barone Zemo e Sharon Carter.

### Assembled
Nel febbraio 2021 venne annunciata una serie documentario intitolata Assembled, incentrata sul making of delle serie televisive prodotte dai Marvel Studios per Disney+. Il secondo episodio della serie, incentrato su The Falcon and the Winter Soldier, è stato pubblicato su Disney+ il 30 aprile 2021.

## Distribuzione
The Falcon and the Winter Soldier ha debuttato il 19 marzo 2021 su Disney+, in tutti i territori in cui il servizio è disponibile. La serie è composta da sei puntate, distribuite settimanalmente fino al 23 aprile 2021. La serie era inizialmente programmata per agosto 2020, ma venne rimandata al marzo 2021 a causa della pandemia di COVID-19.

### Edizione italiana
La direzione del doppiaggio italiano è a cura di Metello Mori, su dialoghi di Alessandra Mozzi e Valeria Conte, per conto della Dubbing Brothers Int. Italia.

## Accoglienza

### Ascolti
Pur non diffondendo i dati sugli spettatori delle sue serie, Disney+ riportò che la prima puntata della serie risultò essere la première più vista di sempre della piattaforma nel weekend di debutto, seguita dal primo episodio di WandaVision e dal debutto della seconda stagione di The Mandalorian. Inoltre, nel weekend d'esordio l'episodio fu il prodotto più visto della piattaforma su base globale. Deadline Hollywood riportò che negli Stati Uniti il primo episodio venne visto da 1,7 milioni di utenti durante il primo weekend. Nell'aprile 2021 Nielsen riportò che nella settimana dal 15 al 21 marzo la première della serie aveva accumulato 495 milioni di minuti di visione.

### Critica
La serie è stata accolta positivamente dalla critica. Sull'aggregatore di recensioni Rotten Tomatoes ha una percentuale di gradimento dell'84% basato su 334 recensioni, con un voto medio di 7,25 su 10. Il consenso critico cita: "Piena di azione da blockbuster e abili interazioni tra i personaggi, The Falcon and the Winter Soldier dimostra di essere degna dell'eredità di Captain America con il suo intrigo in giro per il mondo, la matura critica sociale e lo scoppiettante rapporto tra le star Anthony Mackie e Sebastian Stan". Su Metacritic ha un voto di 74 su 100 basato su 32 recensioni.
Sophie Gilbert di The Atlantic ha apprezzato la serie, scrivendo che, nonostante abbia avuto difficoltà a gestire il suo tono, "la sua dedizione nei confronti del grande tema degli eroi americani e dei pericoli dell'eccezionalismo è stata costante. Lo staff di Polygon ha scritto che "è lontana dall'essere una serie perfetta, ma ha momenti di connessione emotiva che sono spesso mancati nel MCU". Paragonando le tematiche della serie agli eventi del periodo, David Betancourt del Washington Post ha notato come ci sia "qualcosa di paurosamente tempestivo in un Captain America nero che vola nel cielo giorni dopo il verdetto riguardante la morte di George Floyd", ed ha evidenziato anche il fatto che Barnes frequenti Leah, una donna asiatica, "in un periodo in cui gli asioamericani non si sentono al sicuro in America a causa di attacchi razzisti".
Commentando le prime tre puntate della serie, Leonardo Adrian Garcia di IndieWire ha scritto: "Tutto sommato, ci sono molte cose da apprezzare in The Falcon and the Winter Soldier, ma a volte [...] sembra più una raccolta di scene o sequenze belle (e addirittura fantastiche) che non formano un insieme soddisfacente". Kimberly Ricci di Uproxx ha apprezzato come la serie "spenda molto tempo nel mescolare momenti allegri con tematiche più profonde che si collegano direttamente alle difficoltà di Sam e Bucky nel reintegrarsi nella società" dopo gli eventi di Avengers: Infinity War e Avengers: Endgame. Kelly Lawler di USA Today è stata più critica, definendola riuscita a metà e definendola "più uno spot per il nuovo Captain America che una storia a sé stante". Anche Darren Franich di Entertainment Weekly ha criticato duramente la serie, commentando come lo showrunner Malcolm Spellman abbia "tentato di tenere Sam in primo piano", perdendo tuttavia il focus della storia".
Tra la critica italiana, Alessandro De Simone di Ciak ha evidenziato che "per la prima volta è molto evidente il messaggio politico" in un prodotto Marvel. Matteo Maiano di Movieplayer.it ha apprezzato le "ottime sequenze d’azione e un’attenzione al movimento come motore trainante sia narrativo che tematico". Andrea Peduzzi di IGN Italia ha valutato positivamente la serie, apprezzando i personaggi, le sequenze d'azione e come apra "diverse riflessioni sul razzismo e le zone di grigio della politica".

## Riconoscimenti
- 2022 – Screen Actors Guild Award[109]
  - Candidatura per Migliori controfigure televisive

- 2021 – MTV Movie & TV Awards[110]
  - Miglior eroe a Anthony Mackie
  - Miglior coppia a Anthony Mackie e Sebastian Stan
- 2021 – E! People's Choice Awards[111]
  - Candidatura come serie TV sci-fi/fantasy del 2021
  - Candidatura come star maschile in una serie TV del 2021 a Anthony Mackie

## Sequel
Prima del debutto della serie, Mackie affermò che non c'erano state discussioni riguardo a una seconda stagione della serie. Anche Skogland si disse dubbiosa riguardo a un proseguimento, affermando di aver raccontato tutto quello che voleva raccontare in sei episodi, ma aggiungendo che ci sono altre storie e personaggi che le piacerebbe esplorare. Feige affermò di avere delle idee su come sarebbe potuta essere una eventuale seconda stagione, ma specificò che la Marvel aveva pianificato la serie per essere collegata ai film del MCU, in modo simile a quanto fatto con WandaVision. Aggiunse inoltre che la conferma di una seconda stagione sarebbe stata uno spoiler, spiegando che i personaggi della serie avevano una storia già tracciata dopo The Falcon and the Winter Soldier.
Nell'aprile 2021, lo stesso giorno della distribuzione dell'ultima puntata della serie, venne annunciato che era in sviluppo un quarto film su Captain America scritta da Spellman e Dalan Musson, uno degli sceneggiatori della serie, e venne riportato che il film avrebbe avuto come protagonista Wilson nei panni di Captain America, continuando la narrazione degli eventi della serie.
Captain America: Brave New World, diretto da Julius Onah, è uscito a febbraio 2025.
Un film con il prosieguo della storia di Bucky è stato annunciato ufficialmente durante il San Diego Comic-Con nel luglio 2022, con una data di uscita inizialmente fissata al 26 luglio 2024. In seguito, la sua uscita è stata posticipata al 2 maggio 2025. Il film rappresenterà il capitolo conclusivo della Fase Cinque del MCU. Thunderbolts* vedrà il ritorno di personaggi introdotti nella serie, tra cui John Walker / U.S. Agent e Valentina Allegra de Fontaine. Nonostante questi collegamenti, secondo il produttore esecutivo Nate Moore, la serie non era inizialmente pensata per introdurre direttamente la squadra dei Thunderbolts, per non complicarne la trama principale.